# Триколекторний паровий котел

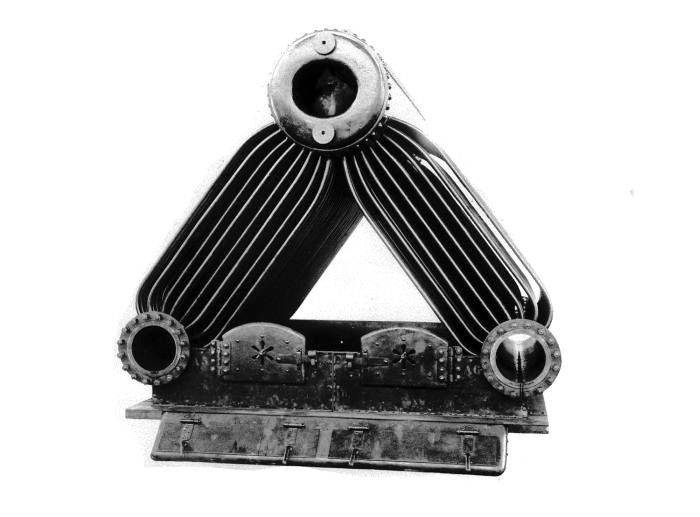
Схематичне зображення триколекторного парового котла. 1922

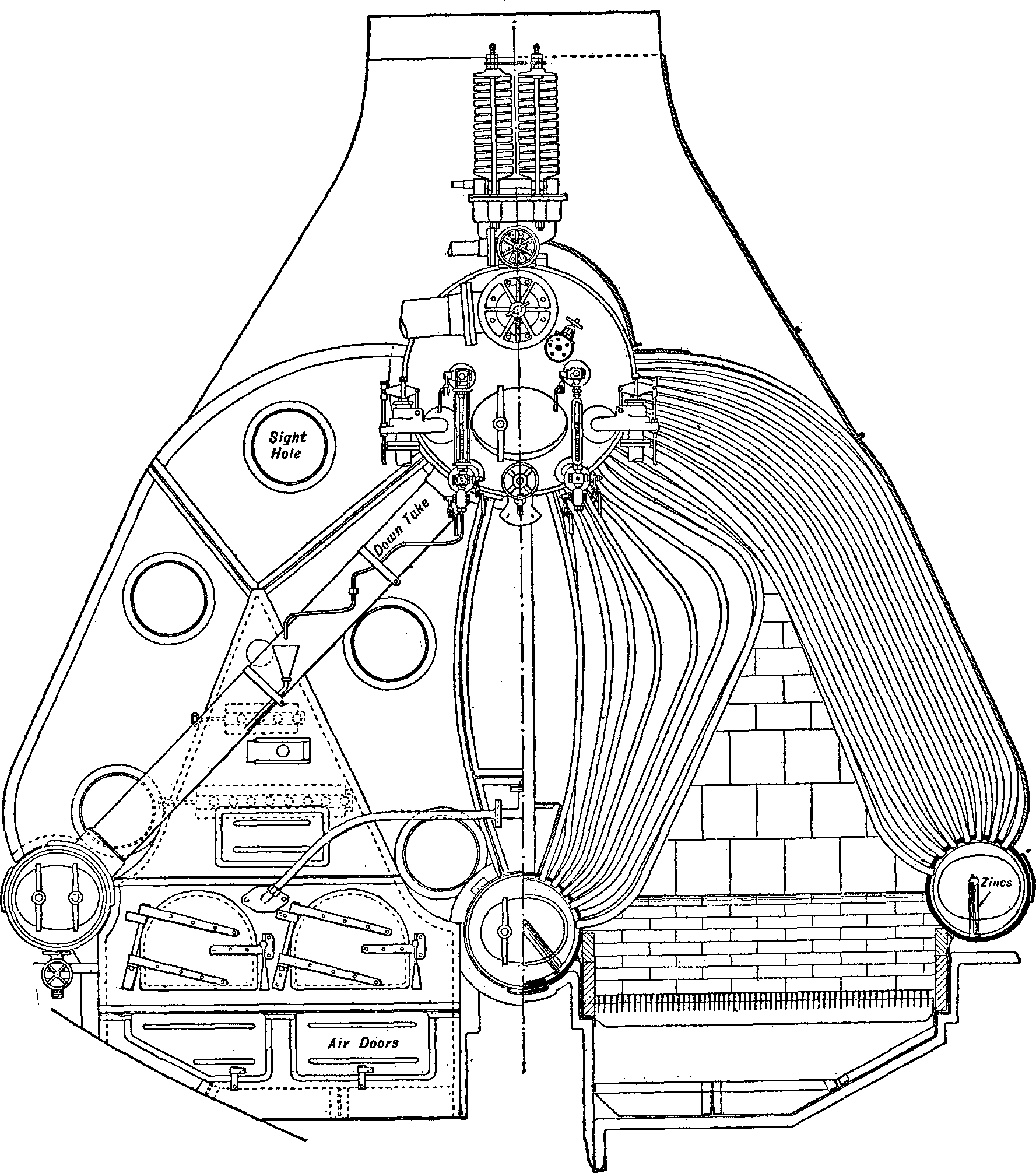
Триколекторний паровий котел Шульца-Торникрофта британської компанії John I. Thornycroft & Company

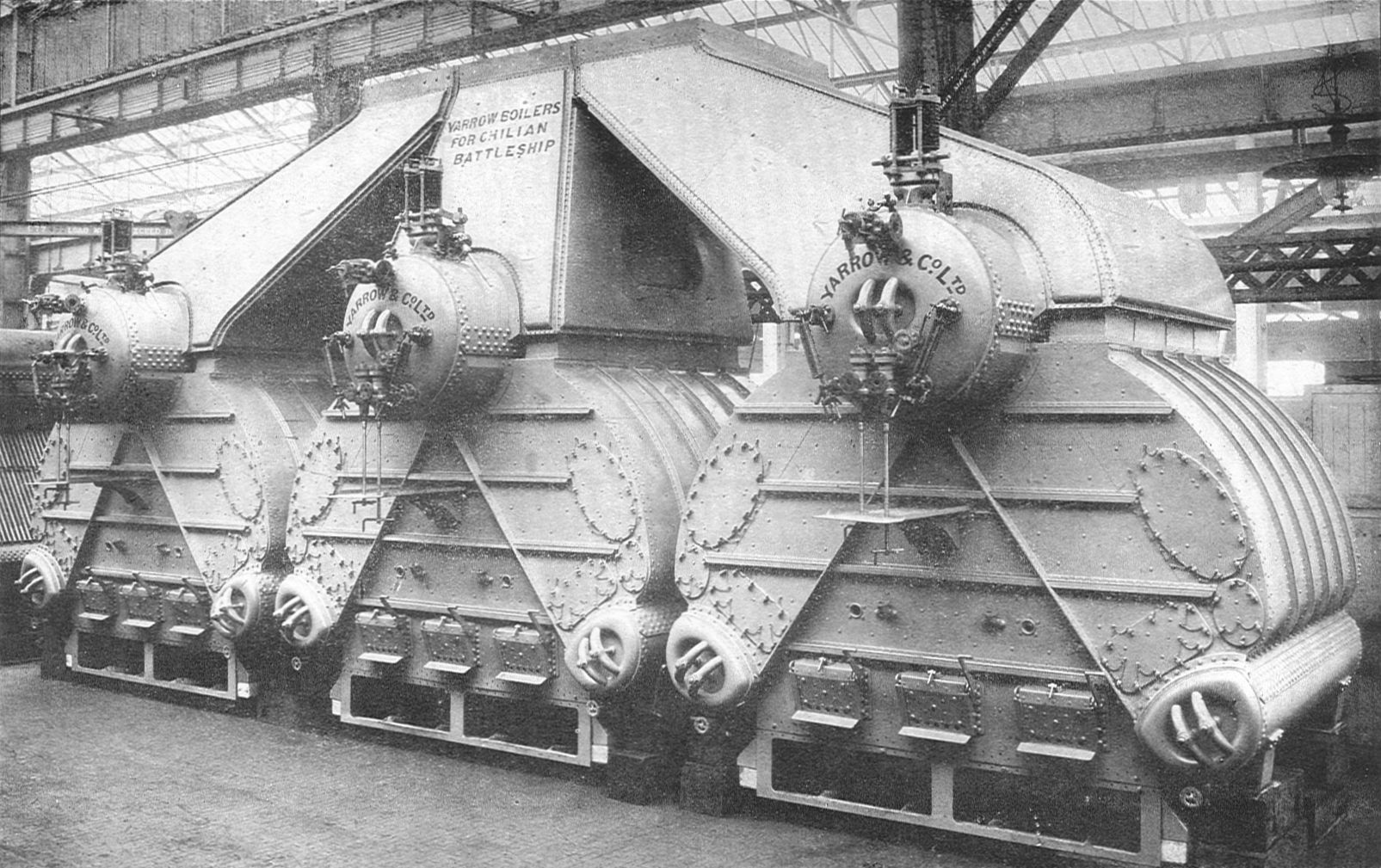
Триколекторні парові котли британської компанії Yarrow Shipbuilders

Триколекторний паровий котел (англ. Three-drum boiler) — різновид водотрубних парових котлів, що знайшли широке застосування в суднових енергетичних установок кораблів та суден з кінця XIX століття. Завдяки невеликим розмірам та значній потужності вони були розповсюджені при будівництві кораблів у XIX—XX століттях.

## Зміст
Фундаментальною характеристикою «триколекторного» дизайну є розташування парового барабана вище двох водяних барабанів, у трикутному компонуванні. У цих типах парових водотрубних котлів паровий колектор з'єднується з двома водяними колекторами пучками пароутворювальних труб, у результаті чого корпус котла має яскраво виражену А-подібну форму. Гази, що утворюються при згорянні палива в топці, поділяються на два потоки і омивають труби двох випарних пучків. Усередині трубних пучків випарювальної частини можуть розташовуватися труби пароперегрівника (як з одного, так і з обох боків). Якщо пароперегрівник розташований в одному газоході, то котел належить до асиметричного типу котлів, якщо в двох — до симетричного. Розміщення пароперегрівника в одному з газоходів котла дозволяє регулювати температуру відбирається перегрітої пари за допомогою газового шибера.
Водопровідні труби заповнюють дві сторони цього трикутника між барабанами, і піч знаходилась у центрі конструкції. Весь агрегат потім збирався в кожух, на горі розміщувалися димогарні труби.
У ролі палива котли використовували вугілля або нафту; багато вугільних котлів використовуються одночасно декілька топок і команд кочегарів, часто з обох кінців парового котла.

### Різновиди триколекторних парових котлів
- котел Дю Тампля (англ. du Temple boiler);
- котел Вайта-Форстера (англ. White-Forster boiler);
- Нормандський котел (англ. Normand boiler);
- котел Торнікрофта (англ. Thornycroft boiler);
- котел Торнікрофта-Шульца (англ. Thornycroft-Schulz boiler);
- котел Ярроу (англ. Yarrow boiler);
- котел Мамфорда (англ. Mumford boiler);
- котел Вулнау (англ. Woolnough boiler);
- Адміралтейський котел (англ. Admiralty boiler).